# Arisaema rostratum
Arisaema rostratum là một loài thực vật có hoa trong họ Ráy (Araceae). Loài này được V.D.Nguyen & P.C.Boyce mô tả khoa học đầu tiên năm 2005.